# Фиданцио
Фиданцио (Fidanzio, также известный как Fidantiuz, Fredericus) — католический церковный деятель XII века. На консистории 20 февраля 1193 года был провозглашен кардиналом-священником с титулом церкви Сан-Марчелло.